# Салливан (Индиана)
Салливан (англ. Sullivan) — город и административный центр округа Салливан в штате Индиана в Соединённых Штатах Америки.
Согласно данным переписи населения США 2020 года число жителей города 
составляло 4264 человека, что чуть больше, чем было во время предыдущей переписи проводившейся в 2010 году (4249 человек).

## История

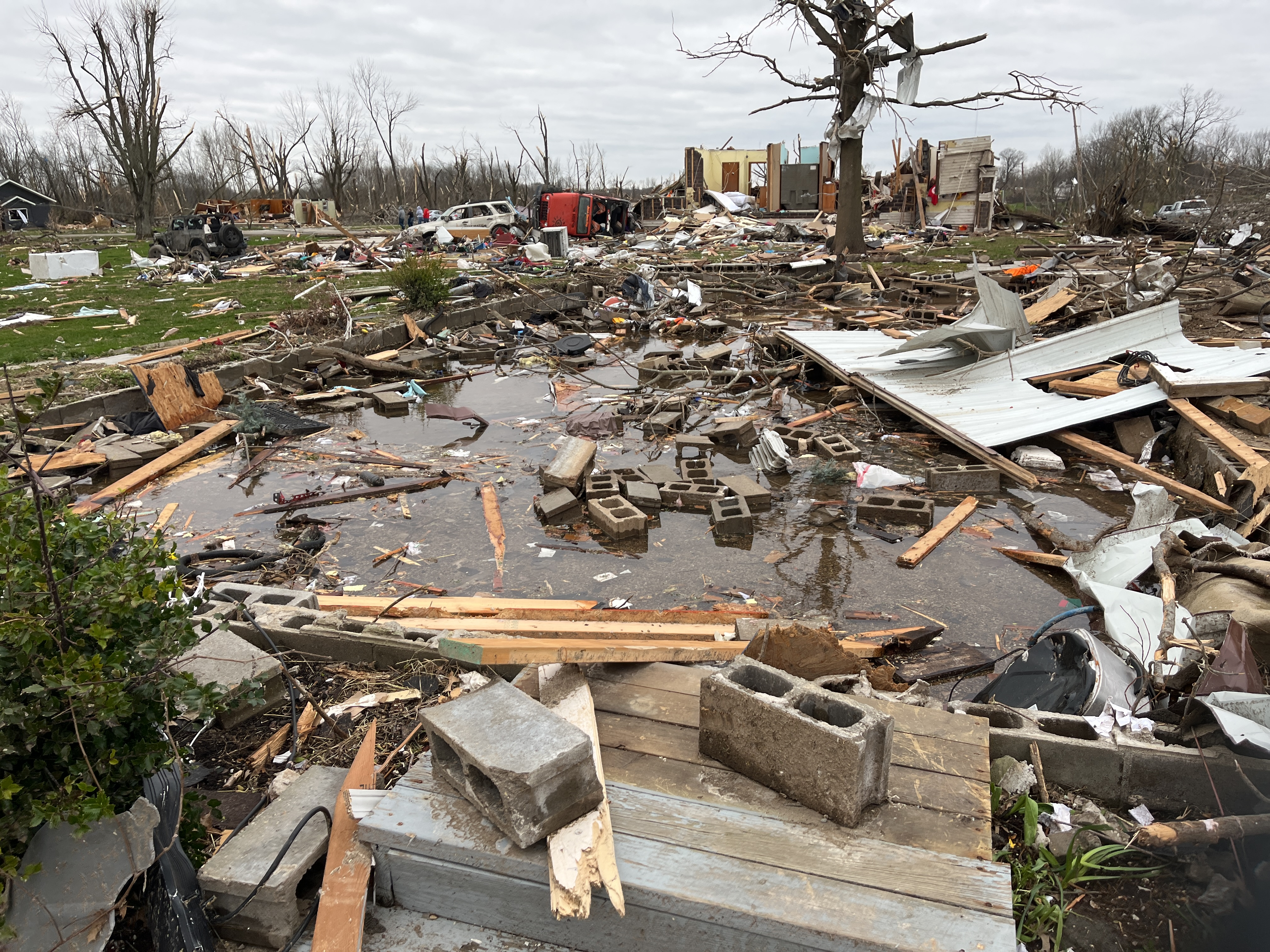
Последствия Торнадо Робинсон-Салливан
Салливан, 31 марта 2023 года

Первое отделение Почтовой службы США открылось в Салливане в 1843 году.
В 1883 году в городе открылась средняя школа; сейчас это одна из трёх средних учебных заведений Салливана.
В 1905 году в Салливане открылась окружная библиотека.
Ночью 31 марта 2023 года на город Салливан обрушился мощный торнадо; несколько человек погибли, сотни зданий были разрушены или повреждены ударом стихии.

## География
Согласно данным Бюро переписи населения США, общая площадь города Салливана составляет 1,88 квадратных мили (4,87 км2), вся территория представляет собой сушу.